# Limnozetella lamellata
Limnozetella lamellata är en kvalsterart som beskrevs av Rainer Willmann 1931. Limnozetella lamellata ingår i släktet Limnozetella och familjen Limnozetidae. Inga underarter finns listade i Catalogue of Life.